# Антонелли, Микеле
Микеле Антонелли (итал. Michele Antonelli; род. 23 мая 1994, Мачерата, Марке) — итальянский легкоатлет, специалист по спортивной ходьбе. Выступает на профессиональном уровне с 2010 года, обладатель серебряной и бронзовой медалей Кубка Европы, победитель командного чемпионата Европы, многократный победитель и призёр первенств национального значения, участник чемпионата мира в Дохе.

## Биография
Микеле Антонелли родился 23 мая 1994 года в городе Мачерата, Марке.
Успешно выступал на различных юношеских, юниорских и молодёжных соревнованиях по спортивной ходьбе в Италии начиная с 2010 года.
В 2015 году вошёл в состав итальянской сборной и выступил на Кубке Европы по спортивной ходьбе в Мурсии, где в личном зачёте 20 км занял итоговое 32-е место. В той же дисциплине финишировал девятым на молодёжном европейском первенстве в Таллине.
В 2016 году стал чемпионом Италии в ходьбе на 50 км, показал 60-й результат в ходьбе на 20 км на командном чемпионате мира в Риме, стал шестым в дисциплине 10 000 метров на молодёжном средиземноморском первенстве в Тунисе.
В 2017 году на Кубке Европы в Подебрадах с личным рекордом 3:49:07 завоевал бронзовую и серебряную награды в личном и командном зачётах 50 км соответственно. Позднее стартовал на чемпионате мира в Лондоне, где в конечном счёте сошёл с дистанции.
В 2018 году в ходьбе на 50 км занял 14-е место на командном чемпионате мира в Тайцане, сошёл на чемпионате Европы в Берлине.
В 2019 году вновь выиграл чемпионат Италии в 50-километровой ходьбе. На Кубке Европы в Алитусе пришёл к финишу девятым, тогда как на чемпионате мира в Дохе показал 16-й результат. Будучи студентом, представлял страну в дисциплине 20 км на домашней Всемирной Универсиаде в Неаполе, но был дисквалифицирован за нарушение техники ходьбы.
В 2021 году на командном чемпионате Европы в Подебрадах занял 15-е место в личном зачёте 50 км и стал победителем командного зачёта.
В 2022 году в ходьбе на 35 км показал 28-й результат на командном чемпионате мира в Маскате, получил дисквалификацию на чемпионате Европы в Мюнхене.